# آلملو
شهر آلملو (به هلندی: Almelo) در اوفریسل در کشور هلند واقع شده‌است. جمعیت این شهر ۷۲٫۲۶۰ نفر  است.